# KAC Olen
Dernière mise à jour : 9 août 2020.
Le Koninklijke Athletic Club Olen était un club de football belge basé dans la commune d'Olen. Fondé en mars 1931, il portait le matricule 1741. Ce cercle a évolué pendant 12 saisons dans les divisions nationales, dont 4 en Division 3.
Le matricule 1471 disparaît des tablettes après une fusion en fin de saison 2016-2017 avec le cercle voisin du SK Achter-Olen (2025) pour former Olen United (2025).

## Histoire
En 1927, des ouvriers de la Société Métallurgique de Hoboken fondent un club à Olen, le Cercle Sportif Olen. Il s'affilie à l'Union Belge et reçoit le matricule 1125, mais il disparaît rapidement. En 1931, un nouveau club est créé dans la ville, l'Athletic Club Olen, qui reçoit le matricule 1741 lors de son affiliation à l'Union Belge le 25 juin 1931, et est versé dans les séries provinciales anversoises.
Le club débute en troisième provinciale, à l'époque le plus bas niveau dans la province d'Anvers. Deux ans plus tard, il rejoint la deuxième régionale, le niveau supérieur. Il reste dans cette série durant vingt ans, série interrompue par une saison au niveau inférieur. En 1956, il dispute sa première saison parmi l'élite provinciale, dont il est directement relégué. Suivent alors vingt années de haut et de bas, le club allant de la première à la troisième provinciale, et inversement.
Le club se fait remarquer une première fois du grand public en 1976 quand, alors qu'il évolue encore en première provinciale, il atteint les 32e de finale, où il n'est éliminé que 2-1 par Anderlecht. Un an plus tard, le club remporte le championnat provincial et atteint pour la première fois les séries nationales. Pour sa première saison en Promotion, le club termine à la cinquième place dans sa série. Le club ne peut répéter cette performance par la suite, et en 1980, il est relégué en provinciales après trois saisons au niveau national.
Le club revient en Promotion en 1993, mais ne s'y maintient que deux saisons. Le KAC Olen parvient à monter une troisième fois en 1999. Cette fois, il fait bien mieux que lors de ses précédents passages et remporte d'emblée sa série, ce qui lui ouvre les portes de la Division 3. Le club doit lutter pour son maintien chaque saison. S'il y parvient lors de sa première saison, lors de la suivante, il doit passer par les barrages. Il est battu par le RFC Spa, mais à la suite de plusieurs arrêts et fusions dans les trois premières divisions nationales, il est repêché. Ce n'est qu'un sursis pour le club, qui est relégué directement en 2004, après quatre saisons en Division 3.
Si Olen décroche une place au tour final pour la montée dès la première saison après sa relégation, il est éliminé d'emblée par Mol-Wezel. La saison suivante, le club termine dernier et est relégué en première provinciale en mai 2006, après avoir passé sept saisons consécutives au niveau national. Un an plus tard, il subit une seconde relégation consécutive et échoue en deuxième provinciale. En 2012, le club est relégué en troisième provinciale. Il parvient à remporter sa série et revient en « P2 » un an plus tard.
Dans le courant de la saison 2016-2017, un projet plusieurs fois reporté aboutit quand on apprend que le K. AC  Olen qui milite en P3 anversoise accepte de fusionner ave son voisin, le SK Achter Olen (2025) Ce club a été fondé le 1er mai 1933 sous l'appellation de FC Doffina, le 1er octobre 1935, le cercle rejoint l'URBSFA sous le nom de Doffina FC Doffen-Achter-Olen et reçoit le matricule 2025. Au sortir de la Seconde Guerre mondiale, l'entité prend la dénomination de Achter-Olen Voetbal Vereniging. Le 1er juillet 2015, Achter-Olen VV (2025) fusionne avec le SK Hezewijk (8274) et devient SK Achter-Olen (2025) . De la fusion de 2016, naît Olen United, sous le matricule 2025 et qui se choisit la combinaison Rouge et Bleu comme couleurs. Alors que le plus ancien matricule 1741 disparaît, la nouvelle entité joue en P4 anversoise avec une 8e place finale sur 16, en 2017-2018. La saison suivante, le club termine 6e en ayant gagné une période. Il est sorti d'entrée du tour final par Brecht SK (défaite 3-0 et partage 0-0). E, 2019-2020, Olen United (2025) est de nouveau à la sixième place lors de l'arrêt des compétitions en raison de la crise du Covid-19.

## Résultats dans les divisions nationales
Statistiques clôturées, club disparu

### Palmarès
- 1 fois champion de Belgique de Promotion en 2000

### Bilan
| Niv | Divisions     | Jouées | Titres | TM Up | TM Down |
| --- | ------------- | ------ | ------ | ----- | ------- |
| I   | 1re nationale | 0      | 0      |       |         |
| II  | 2e nationale  | 0      | 0      |       |         |
| III | 3e nationale  | 4      | 0      |       |         |
| IV  | 4e nationale  | 8      | 1      |       |         |
| V   | 5e nationale  | 0      | 0      |       |         |
|     |               |        |        |       |         |
|     | TOTAUX        | 12     | 1      | 0     | 0       |

- TM Up : test-match pour départager des égalités, ou toutes formes de Barrages ou de Tour final pour une montée éventuelle.
- TM Down : test-match pour départager des égalités, ou toutes formes de Barrages ou de Tour final pour le maintien.

### Classements saison par saison
| Ordre               | Saison  | Nom du club | Niveau             | Classement final | Remarques          |
| ------------------- | ------- | ----------- | ------------------ | ---------------- | ------------------ |
| 1                   | 1977-78 | KAC Olen    | Promotion série B  | 5e/16            |                    |
| 2                   | 1978-79 | KAC Olen    | Promotion série C  | 9e/16            |                    |
| 3                   | 1979-80 | KAC Olen    | Promotion série C  | 15e/16           | Relégué!           |
| séries provinciales |         |             |                    |                  |                    |
| 4                   | 1993-94 | KAC Olen    | Promotion série B  | 13e/16           |                    |
| 5                   | 1994-95 | KAC Olen    | Promotion série C  | 15e/16           | Relégué!           |
| séries provinciales |         |             |                    |                  |                    |
| 6                   | 1999-00 | KAC Olen    | Promotion série C  | 1er/16           | Champion et promu! |
| 7                   | 2000-01 | KAC Olen    | Division 3 série A | 13e/16           |                    |
| 8                   | 2001-02 | KAC Olen    | Division 3 série A | 14e/16           | Barrages!          |
| 9                   | 2002-03 | KAC Olen    | Division 3 série B | 13e/16           |                    |
| 10                  | 2003-04 | KAC Olen    | Division 3 série A | 15e/16           | Relégué!           |
| 11                  | 2004-05 | KAC Olen    | Promotion série C  | 4e/16            | Tour final!        |
| 12                  | 2005-06 | KAC Olen    | Promotion série C  | 16e/16           | Relégué!           |
| séries provinciales |         |             |                    |                  |                    |